# Pryschyb (Krementschuk)
Pryschyb (ukrainisch, kyrillisch Пришиб; russisch Пришиб Prischib) ist ein Dorf im Süden der ukrainischen Oblast Poltawa mit etwa 900 Einwohnern.
Das Dorf wurde im 17. Jahrhundert zum ersten Mal schriftlich erwähnt und liegt am Fluss Kobeljatschok (Кобелячок), 23 Kilometer östlich der Rajonshauptstadt Krementschuk und 85 Kilometer südwestlich der Oblasthauptstadt Poltawa.

## Verwaltungsgliederung
Am 13. August 2015 wurde das Dorf zum Zentrum der neugegründeten Landgemeinde Pryschyb (Пришибська сільська громада/Pryschybska silska hromada). Zu dieser zählten auch die 4 Dörfer Jerystiwka, Kobeljatschok, Malykyk und Robotiwka, bis dahin bildete es zusammen mit den Dörfern Jerystiwka und Robotiwka die gleichnamige Landratsgemeinde Pryschyb (Пришибська сільська рада/Pryschybska silska rada) im Osten des Rajons Krementschuk.
Am 12. Juni 2020 kamen noch 9 weitere in der untenstehenden Tabelle aufgelistete Dörfer zum Gemeindegebiet.
Folgende Orte sind neben dem Hauptort Pryschyb Teil der Gemeinde:
| Name                     | Name          | Name                          |
| ukrainisch transkribiert | ukrainisch    | russisch                      |
| ------------------------ | ------------- | ----------------------------- |
| Dabyniwka                | Дабинівка     | Дабиновка (Dabinowka)         |
| Jerystiwka               | Єристівка     | Еристовка (Jeristowka)        |
| Kobeljatschok            | Кобелячок     | Кобелячек (Kobeljatschek)     |
| Kolisnyky                | Колісники     | Колесники (Kolesniki)         |
| Komendantiwka            | Комендантівка | Комендантовка (Komendantowka) |
| Krynytschne              | Криничне      | Криничное (Krinitschnoje)     |
| Malyky                   | Малики        | Малики (Maliki)               |
| Oleksandrija             | Олександрія   | Александрия (Aleksandrija)    |
| Pylypenky                | Пилипенки     | Пилипенки (Pilipenki)         |
| Porubaji                 | Порубаї       | Порубаи (Porubai)             |
| Robotiwka                | Роботівка     | Работовка (Rabotowka)         |
| Tscheremuschky           | Черемушки     | Черемушки (Tscheremuschki)    |